# Serious Sam 3: BFE
Serious Sam 3: Before First Encounter — відеогра у жанрі шутера від першої особи. Розроблена хорватською компанією Croteam і видана Devolver Digital. Є приквелом до гри Serious Sam: The First Encounter. Гра була випущена 2011 року на ПК, 2012 на Mac, Linux та Xbox 360 та 2014 на PlayStation 3.
Події гри передують подіям першої частини. Після навали армії Ментала на Землю, Серйозний Сем вирушає на пошуки «Ключа до Вічності», щоб вирушити в минуле й завадити Менталові.

## Ігровий процес
Як і в попередніх іграх серії, гравець керує Семом Стоуном — «Серйозним» Семом, якому належить боротися з численними ворогами. Гра поділена на 12 рівнів з точками збереження на них. Після кожного рівня виводиться статистика з підрахунком очок. В цій грі Сем може тимчасово прискорюватися, деяка зброя здатна вести прицільний вогонь, її потрібно вручну перезаряджати. Під час бігу Сем не може атакувати, прицілювання є тільки у пістолета і автомата, при цьому швидкість руху бійця зменшується. Перезаряджання з'явилося у пістолета, дробовика, автомата і «Спустошувача».
Набір зброї в цій грі змінився. Так, циркулярну пилку замінює кувалда, револьвер замінено на пістолет «Пустельний орел»; залишилися ракетниця, кулемет Гатлінга, корабельна гармата, дробовик і двостволка. Лазерна рушниця і снайперська гвинтівка стали секретними зброями, отримати які можна, відшукавши сховки на рівнях. У доповненні Jewel of the Nile обидва види зброї включено до звичайного арсеналу. Крім того, додалася можливість убивати ворогів голіруч, і анімація вбивство ворога кожного виду відрізняється.
Багато ворогів, відсутніх у другій частині серії, такі як гнаари та безголові солдати, повернулися. Їхній дизайн став реалістичнішим і похмурішим, як і дизайн гри загалом. З'явилося і чимало нових ворогів, а деякі, такі як біомеханоїди, спершу постають як мінібоси, а потім як рядові вороги.
Перші рівні гри відрізняються в цілому замкнуті та заплутані; місцем дії виступають міські вулиці і вузькі квартали Каїра, які змінюються пустелями, давньогипетськими храмами і гробницями. Кілька разів за гру герой спускається в темні підземелля, де користується ліхтариком. Також в підземних катакомбах часто трапляються різні головоломки і пастки.

## Сюжет
Події починаються за три роки до Serious Sam: The First Encounter. В середині XXI століття під час розкопок в Стародавньому Єгипті були знайдені артефакти давно зниклої інопланетної цивілізації з планети Сіріус. Ці знахідки посприяли технологічному розвитку планети, дозволивши людству створювати міжпланетні кораблі. Швидке поширення землян в космосі привернули увагу істоти Тах-Ума, названої Менталом (буквально «псих»), який спрямував до Землі армії з поневолених раніше істот. Через кілька років активних війн люди відступили в Сонячну систему, а Земля опинилася в облозі. Останньою надією на порятунок залишився знайдений в Єгипті артефакт сіріанів — «Ключ до Вічності», що виявився машиною часу. Проте як його ввімкнути, так і не вдалося з'ясувати.
Семюел Стоун на прізвисько «Серйозний Сем» — ветеран війни та елітний боєць Об'єднаної Армії Землі. На чолі групи «Альфа» він прямує до Єгипту на допомогу товаришам із групи «Браво», посланим в Каїр на завдання з порятунку професора Штейна — єгиптолога, який займався розшифровкою письмен щодо «Ключа до Вічності». Його вертоліт збивають воїни Ментала, Сем падає на дах одного з будинків, а його товариші опиняються в іншому кварталі. Прямуючи до них, Стоун долає монстрів, які висадилися на Землю, та знаходить Каїрський музей, проте врятувати товаришів уже не встигає. Шукаючи професора Штейна, він виявляє, що той загинув, але забирає його телефон із зібраними даними та відсилає їх у штаб зв'язковій з позивним Квінн. Та повідомляє, що згідно з розшифрованими даними, під Великою пірамідою розташована таємна кімната, пов'язана із запуском машини часу. Сем виїжджає з Каїра, добирається до піраміди, проте не знаходить входу. Тоді він підриває голову сфінкса, за якою виявляє тунель у піраміду. Під пірамідою він справді виявляє таємну кімнату з мумією сіріанина, а також інопланетний браслет, який вмикає чужинські технології.
Зібрані відомості свідчать, що «Ключ до Вічності» живлять два плазмових генератори під назвою «Гор» і «Анубіс». Стоуну доручають активувати їх. Для супроводу на місію за Семом прилітає вертоліт, пілотований дівчиною під прізвиськом Бомба. Після запуску обох генераторів, «Ключ до Вічності» активується і для десанту в минуле спрямовується група спеціального призначення «Чарлі». Сема на вертольоті забирає пілот Вілсон, але друзі не встигають дістатися на базу Об'єднаної Армії Землі, бо вертоліт потрапляє в піщану бурю. Воїни Ментала збивають його над пустелею в районі Нубії.
Стоуну вдається вижити та сховатися в ущелині, проте він втрачає зв'язок зі штабом. Вибравшись з пустелі, Сем знаходить тіло мертвого солдата групи «Чарлі» і користується його передавачем, щоб зв'язатися зі штабом, але йому відповідає Бомба. Дівчина повідомляє, що штаб зазнав атаки Ментала, Квінн мертва, а команда «Чарлі» повністю знищена. Льотчиця просить Сема сховатися, коли її вбиває гнаар. Посол Ментала говорить Сему, що людство зазнало поразки і Тах-Розум «йде місячити Землю», але Стоун заявляє, що не здасться, допоки не уб'є останнього Менталового поплічника. Залишившись імовірно останньою живою людиною на Землі, Сем наважується самостійно вирушити в минуле, щоб убити там Ментала і змінити історію.
Розшукавши автомобіль, героєві вдається дістатися до Дейр ель-Бахрі, де й знаходиться машина часу. Та на його шляху постає генерал армії Ментала — Угг-Зан IV, батько УГГ-Зана III з першої гри. Чудовисько зазнає нападу завезеного загарбниками піщаного черва, чим Сем користується аби знищити Угг-Зана. Сем телефонує Менталові, однак слухавку бере його дочка Джуді, яка каже, що батька немає вдома, бо він «замісячує» Землю. Поглянувши на небо, Сем бачить, що загарбники спрямували Місяць на зіткнення із Землею. Сем встигає добігти до машини часу та, активувавши її браслетом, переноситься минуле за мить до того, як Земля вибухає.